# Turn This Club Around
Turn This Club Around ist die zwölfte und bisher erfolgreichste Single des deutschen Dance-Projekts R.I.O. Sie wurde am 30. September 2011 als Single und als Download veröffentlicht und wurde mit dem US-amerikanischen Hip-Hop- und R&B-Interpreten U-Jean aufgenommen. Es ist die erste Single-Auskopplung und Ankündigung für das am 2. Dezember 2011 erschienene Album Turn This Club Around. Turn This Club Around erreichte in allen deutschsprachigen Ländern die Top-10 und erreichte in der Schweizer Hitparade Platz eins. Es ist die erste Single, die es auch in die UK Charts schaffte.

## Musikvideo
Das offizielle Musikvideo wurde am 15. September 2011 auf dem offiziellen YouTube-Kanal von dem Label Kontor Records hochgeladen. Regisseure des Musikvideos sind George Cifteli und Dirk Hilger. Es ist 3:27 Minuten lang. Im Jahr 2012 wurde es für die Kategorie „Bestes Musikvideo“ für den Echo in der Vorrunde nominiert. Es beginnt mit einer Schallplatte, auf der der Name des Liedes zu lesen ist und mit U-Jean, der einmal in die Hände klatscht. Daraufhin gucken zwei Frauen über das Geländer des Stockwerkes über sich und winken sich zu. U-Jean geht hinauf und gelangt dort zu einer Party. Es ist mehrmals Tony T. zu sehen, der mit verbundenen Augen vor einer jungen Frau sitzt, die vor ihm erotisch posiert und denkt, er sehe nichts. Doch er kann alles sehen, indem er unter der Augenbinde hindurch schielt. Das Video endet mit U-Jean, der noch einmal in die Hände klatscht. Nach über zwei Jahren verzeichnete es ca. 10 Millionen Aufrufe bei YouTube.

## Mitwirkende
Das Lied wurde von Yanou, Manian und Andres Ballinas komponiert und geschrieben. Es wurde von Yanou und Manian produziert und über das Label Kontor Records veröffentlicht. Tony T. und U-Jean sind die Sänger des Songs. Das Lied enthält instrumental nur Synthesizerelemente, die von Manian und Yanou stammen.

## Versionen und Remixe
1. Video Edit – 3:21
2. Extended Mix – 5:19
3. Crystal Lake Radio Edit – 3:38
4. Money G Radio Edit – 3:10
5. Kardinal Beats Radio Edit – 3:22
6. Pokerface Radio Edit – 3:29
7. Astrixx Radio Edit – 3:13

## Kommerzieller Erfolg

### Chartplatzierungen
Der Song erreichte im gesamten deutschsprachigen Raum die Musikcharts. In der Schweiz war er mit Platz eins am erfolgreichsten. In Deutschland erreichte er Platz drei, in Österreich Platz fünf, in England 36 und in den Niederlanden Platz 34.
| ChartsChartplatzierungen     | Höchstplatzierung | Wochen |
| ---------------------------- | ----------------- | ------ |
| Deutschland (GfK)            | 3 (27 Wo.)        | 27     |
| Österreich (Ö3)              | 5 (20 Wo.)        | 20     |
| Schweiz (IFPI)               | 1 (20 Wo.)        | 20     |
| Vereinigtes Königreich (OCC) | 36 (4 Wo.)        | 4      |

| ChartsJahrescharts (2011) | Platzierung |
| ------------------------- | ----------- |
| Deutschland (GfK)         | 48          |
| Österreich (Ö3)           | 72          |
| Schweiz (IFPI)            | 60          |

### Auszeichnungen für Musikverkäufe
| Land/Region        | Auszeichnungen für Musikverkäufe (Land/Region, Auszeichnung, Verkäufe) | Verkäufe |
| ------------------ | ---------------------------------------------------------------------- | -------- |
| Deutschland (BVMI) | Platin                                                                 | 300.000  |
| Insgesamt          | 1× Platin ·                                                            | 300.000  |